# سگ شکار

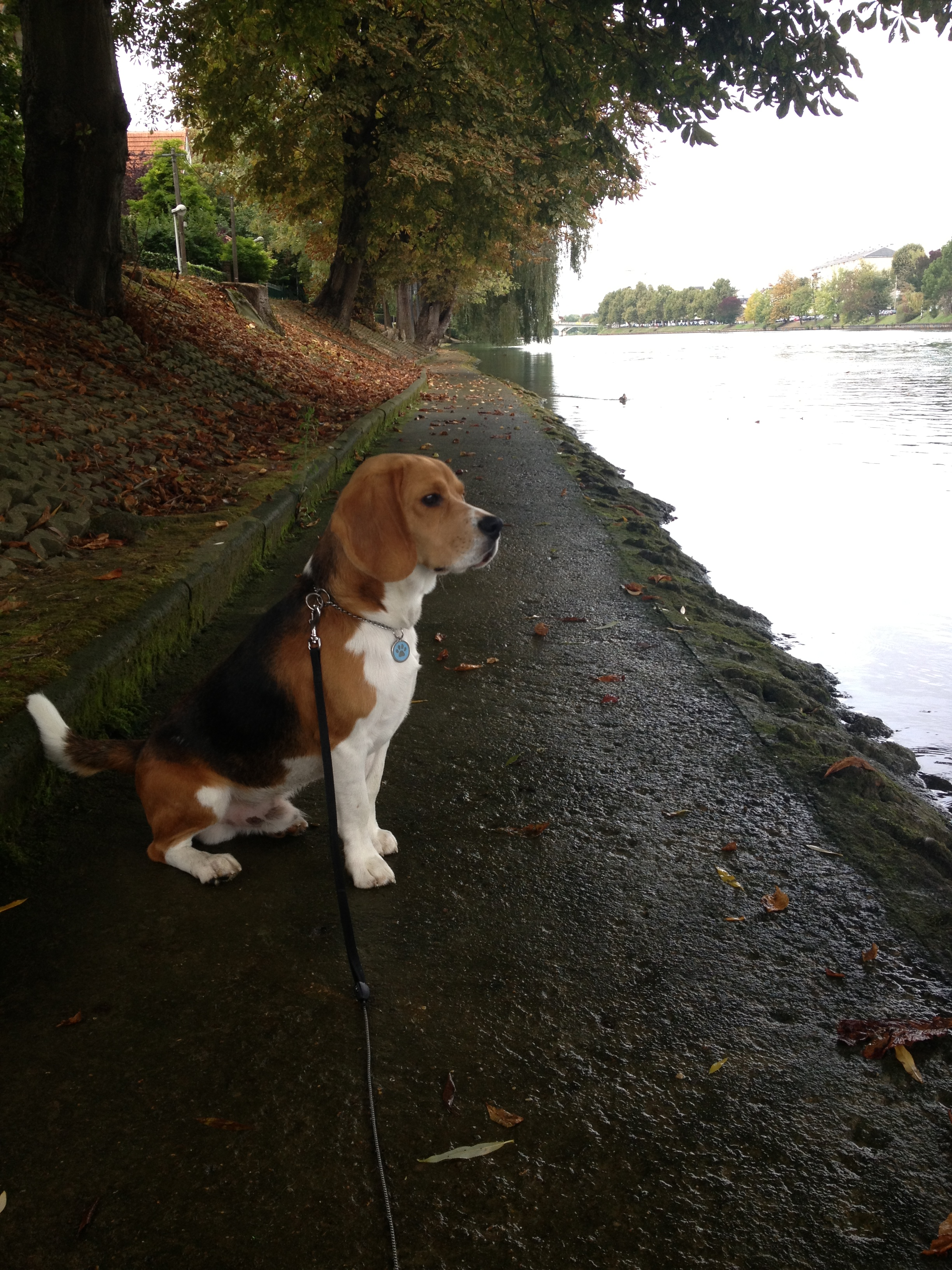
بیگل یک نژاد کوچک از سگ شکاری است

سگ شکار نوعی سگ شکاری است که توسط شکارچیان برای ردیابی یا تعقیب طعمه استفاده می‌شود.
سگ‌های شکاری را می‌توان با سگ‌های همراه تفنگ مقایسه کرد که با شناسایی طعمه و/یا بازیابی شکار به شکارچیان کمک می‌کنند. نژادهای تازی نخستین سگ‌های شکاری بودند. آنها یا حس بویایی قوی دارند، سرعت بالایی دارند یا هر دو ویژگی را دارند.